# Stara Planina-orden

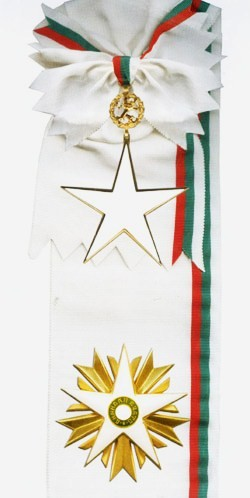
Stara Planina-orden.

Stara Planina-orden, Balkanbergens orden (bulgariska: Орден «Стара планина»), är en bulgarisk orden instiftad den 4 augusti 1966. Den har tre grader och utges till inhemska och sedan 2003 även utländska medborgare för stärkandet av vänskapliga internationella förbindelser med Republiken Bulgarien. Om den tilldelas för militära ändamål utdelas den med svärd.